# Aspidistra fenghuangensis
Aspidistra fenghuangensis là một loài thực vật có hoa trong họ Măng tây. Loài này được K.Y.Lang mô tả khoa học đầu tiên năm 1999.